# Privatbrauerei Specht

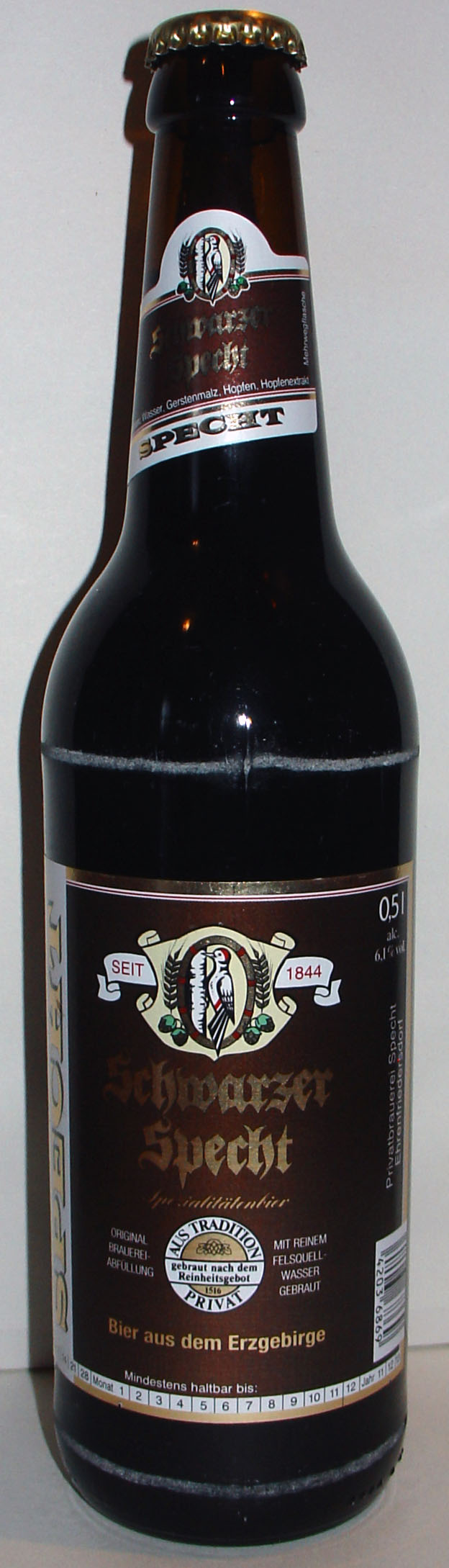
Schwarzer Specht, Bierflasche

Die Privatbrauerei Specht GmbH ist eine Bierbrauerei in Ehrenfriedersdorf.

## Geschichte
Die Brauerei wurde 1844 als Genossenschaft gegründet. Während des Ersten Weltkriegs scheiterte der Verkauf an die Wernesgrüner Brauerei.
Nachdem die Genossenschaft 1954 in Insolvenz gegangen war, kaufte die Familie Specht die Brauerei, die sich seitdem in Privatbesitz befindet. Nach der politischen Wende 1989/90 wurde die Brauerei in den 1990er und 2000ern umfassend modernisiert.
Heute werden mit zehn Mitarbeitern jährlich 9000 Hektoliter Bier gebraut.

## Sorten
- Specht Pilsener
- Specht Landbier
- Specht Export
- Specht Spezial
- Specht Bockbier
- Schwarzer Specht (Schwarzbier)